# Ol' 55
Ol' 55 era il nome di un gruppo musicale australiano di genere rock, attivo dall'inizio degli anni '70 alla fine degli anni '80.

## Discografia

### Album studio
- 1976 - Take It Greasy (Mushroom Records)
- 1978 - Cruisin' for a Bruisin' (Junction)
- 1980 - The Vault (Leo Productions)
- 1986 - Open Top Cars & Girls in Tight T-Shirts (J&B Records)

### Live
- 1977 - FivesLiveJive (Mushroom Records)

### Singoli
- 1976 - On the Prowl/This Little Girl (Mushroom Records)
- 1978 - Ruby (Junction)
- 1980 - Two Faces Have I (Polydor Records, Leo Productions)